# 舍顺克一世
舍顺克一世（英語：Sheshonk I） 古埃及第三中间期第二十二王朝的首任法老（约公元前943年—约公元前922年在位），为利比亚人的后裔，称号为“梅什韦什人的伟大领袖”，定都布巴斯提斯。

## 家族和起源

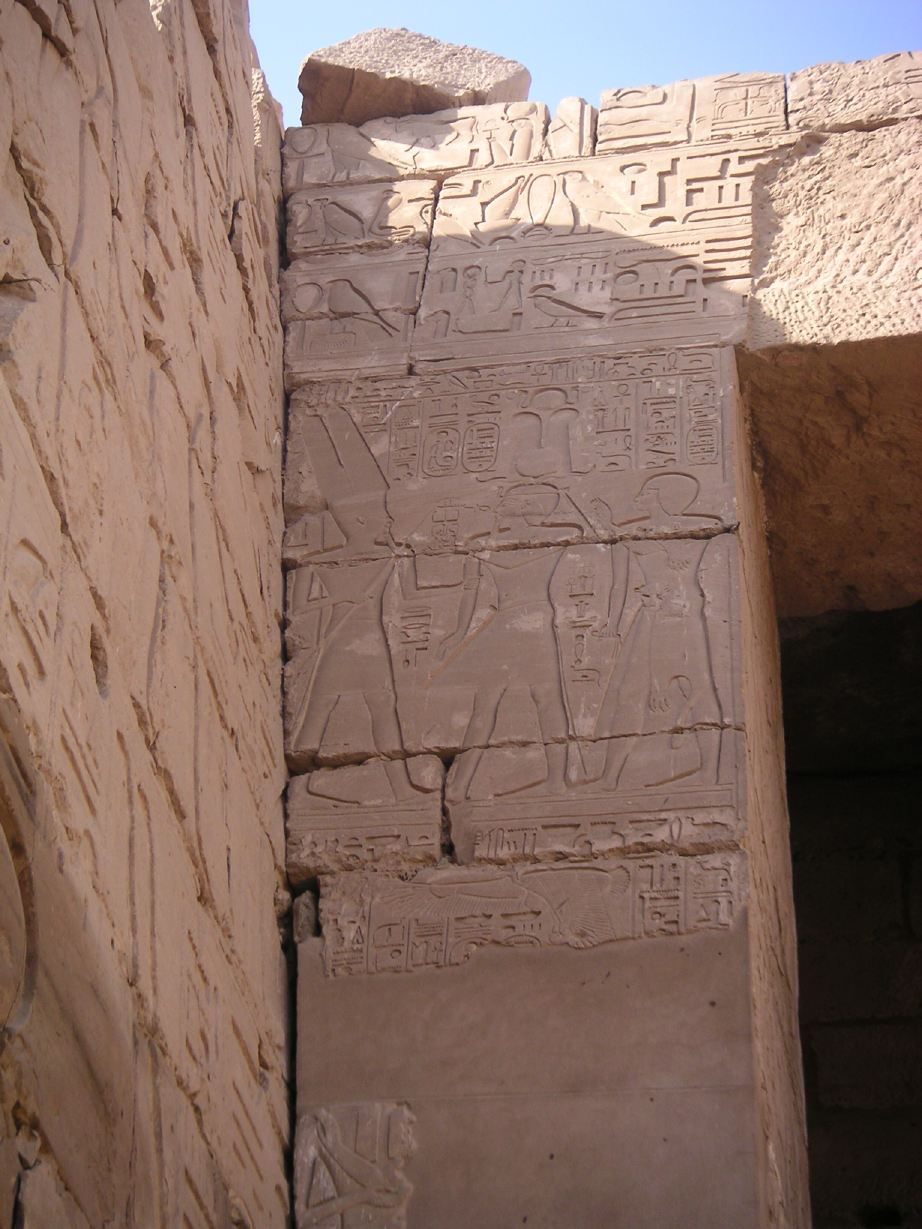
位于卡纳克的布氏石门，描绘了舍顺克一世和其次子，阿蒙神大祭司伊乌普特A

舍顺克的父母为尼姆洛特A和腾特塞普A，他的祖父为舍顺克A；而21王朝的第五代法老老奥索尔孔（Osorkon the Elder）为舍顺克A的长子，即舍顺克一世的伯父。在成为法老前，舍顺克一世曾担任过埃及的军事统帅，前任法老普苏森尼斯二世的首席顾问，并成为法老的亲家（其长子奥索尔孔一世与普苏森尼斯二世的女儿玛特卡拉B结婚）；舍顺克同时继承了父亲的“梅什韦什大酋长”的头衔，这一头衔即当时古埃及对古代利比亚领导者的称呼。舍顺克的祖先在新王国时期的晚期定居在埃及，当时可能定居于赫拉克来俄波利斯，而曼涅托则认为舍顺克一世本人来自布巴斯提斯，但没有任何证据能够证明。
舍顺克的伯父老奥索尔孔在位了约六年，因此舍顺科本人能够登基为法老并不出乎意料；舍顺克后来指定了长子奥索尔孔为继承人，并通过儿子的联姻在埃及巩固了他所有的权威，之后再委任了次子伊乌普特A为底比斯的阿蒙神大祭司，上埃及总督和陆军司令，以巩固在底比斯的权威。而舍顺克的第三子尼姆洛特B被委任为赫拉克来俄波利斯的陆军司令。

## 和圣经中的示撒的关联
舍顺克一世经常被认为和《舊約圣经》里提到埃及王示撒是同一个人。（《列王紀上》第11章第40节参根據聖經，示撒曾於羅波安在位第五年時入侵猶大王國，主要是便雅憫支族的地方，並掠奪了所羅門王所建造的聖殿）

## 统治

### 外交政策

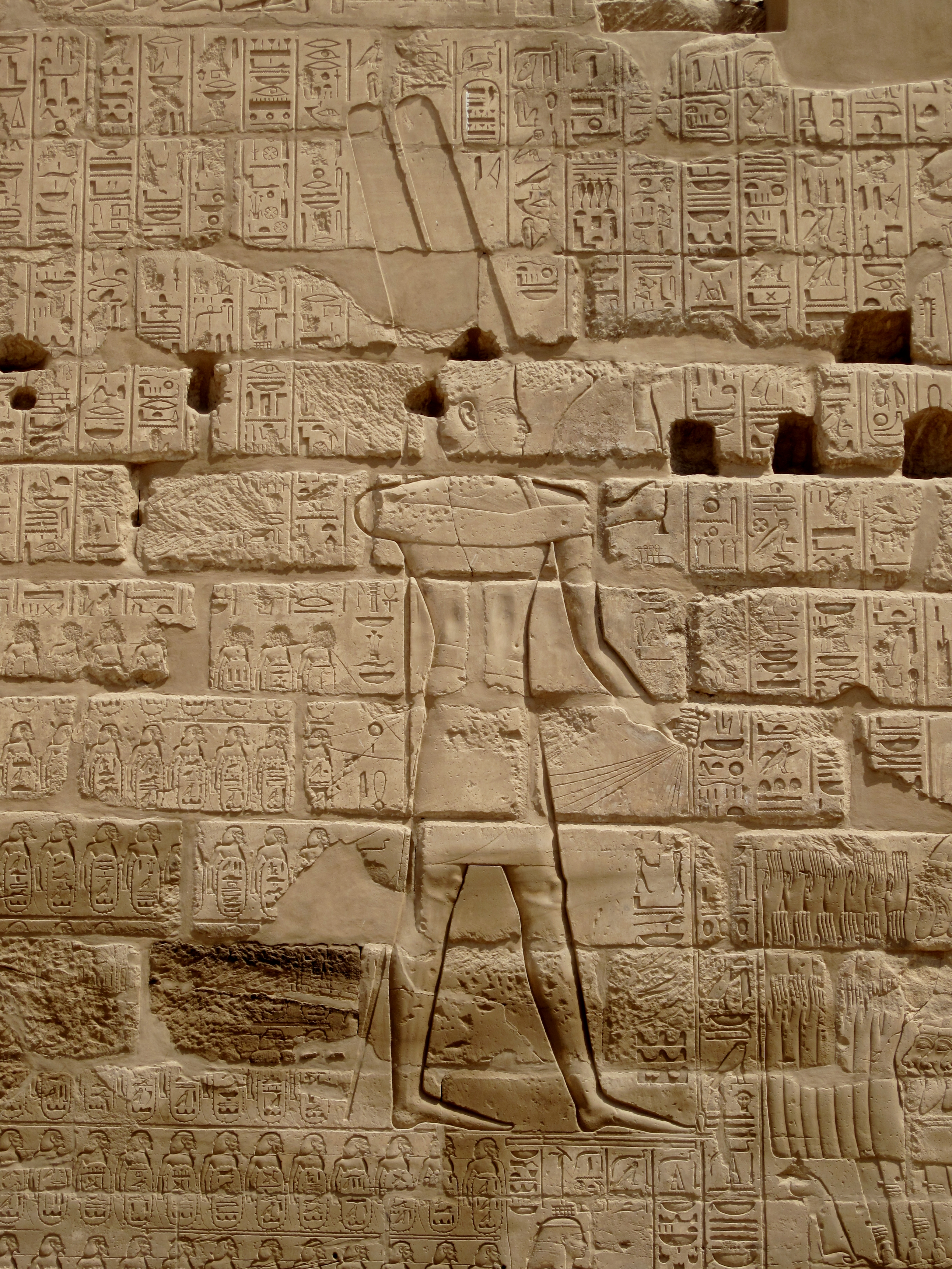
靠近卡纳克布氏石门的舍顺克一世凯旋救济雕像，描绘了阿蒙-拉伸收获了舍顺克通过在近东的军事行动所征服的一系列城市和村庄

舍顺克于统治晚期在的邻近领土上奉行侵略性的外交政策，而该政策在一定程度上通过在黎巴嫩发现的刻有其名字的雕像、米吉多刻有其名字的纪念石碑的一部分、包含了叙利亚、非利士、腓尼基、内盖夫和以色列王国的城市名单，以及在El Hiba和卡纳克的阿蒙神庙墙上的地形列表得到了证实。米吉多的带有他的涡旋纹的石碑碎片也认为是舍顺克为纪念他的胜利而在那里竖立的纪念碑。其中一些被征服的城市包括古老的以色列堡垒，如米吉多、他纳和示剑。
舍顺克和圣经中的示撒的不同点在于：舍顺克的卡纳克列表里并没有列出耶路撒冷，而耶路撒冷是圣经里示撒最大收获；舍顺克的列表里的国家主要集中于犹大以北或以南的地方，似乎并没有征服犹大中央。历史学家对此面临的根本问题就在于将舍顺克一世和示撒的信息关联起来。对此，有学者认为耶路撒冷随着时间的问题在列表中被抹除，也有人认为是因为罗波安对舍顺克的敬意让耶路撒冷免于征服，而不列在其中。更有甚者认为舍顺克实际并没有征服这些地方，而是抄袭了前代法老征服的城市列表。
除此之外，舍顺克还撰写了一份关于努比亚和以色列战役的报告，详细列出了在以色列的征服活动，这是几个世纪以来第一次正式纪念埃及以外的军事行动。这份征服报告是出自迦南唯一幸存的铁器时代晚期的文本。

### 内政
利比亚的统治概念允许有婚姻和血缘关系的领导人平行存在，而舍顺克和他的继任者利用这种模式来巩固他们对整个埃及的控制。 舍顺克也终止了阿蒙神大祭司的世袭继承权；相反，他和他的继任者自己任命人担任这个职位，通常是他们自己的王子，而这种做法持续了一个世纪。

## 死亡和埋葬

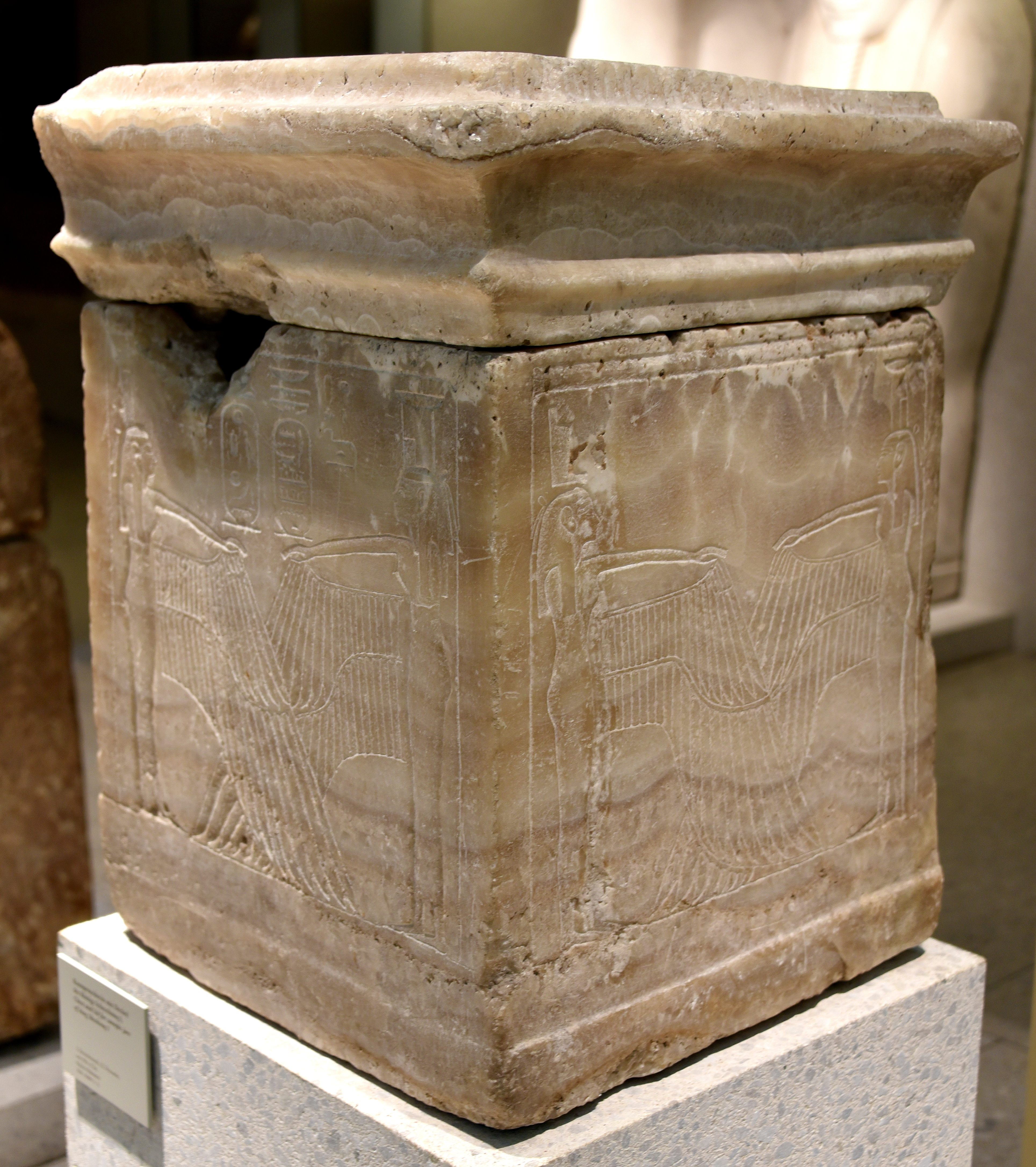
舍顺克一世的卡诺皮克罐的箱子，现存放于柏林新博物馆

舍顺克一世在统治的第21年后，由其长子奥索尔孔一世继任为法老。根据英国的埃及学家"艾丹·多德森表示目前还未找到舍顺克墓葬的遗迹，唯一发现与之关联的陪葬品为是朱利叶斯·艾萨克 (Julius Isaac) 于 1891 年捐赠给柏林埃及博物馆 (ÄMB 11000) 的一个来源不明，装着卡诺皮克罐的箱子；这可能意味着舍顺科的陵墓被盗，但未得到证实。埃及学家推测舍顺克的陵墓可能位于塔尼斯里其中一个无名皇家陵墓，或位于布巴斯提斯。
而特洛伊·萨格里洛（Troy Sagrillo）于2005年的GM 205 （页面存档备份，存于）的报告中提到一个观察：只有极少数的塔尼斯的铭刻石块可能提及了舍顺克一世，这些石块都不是来自舍顺克统治时代的原位建筑群。鉴于此，舍顺克葬于三角洲的另一个城市的可能性更大，萨格里洛提出了舍顺克陵墓的可能地点——位于孟菲斯卜塔神庙的围墙。萨格里洛总结认为如果舍顺克的陵墓位于孟菲斯，正能够解释为什么舍顺克的葬礼崇拜在其死后一段时间在当地仍持续了一段时期。